# Tokihiro Nakamura

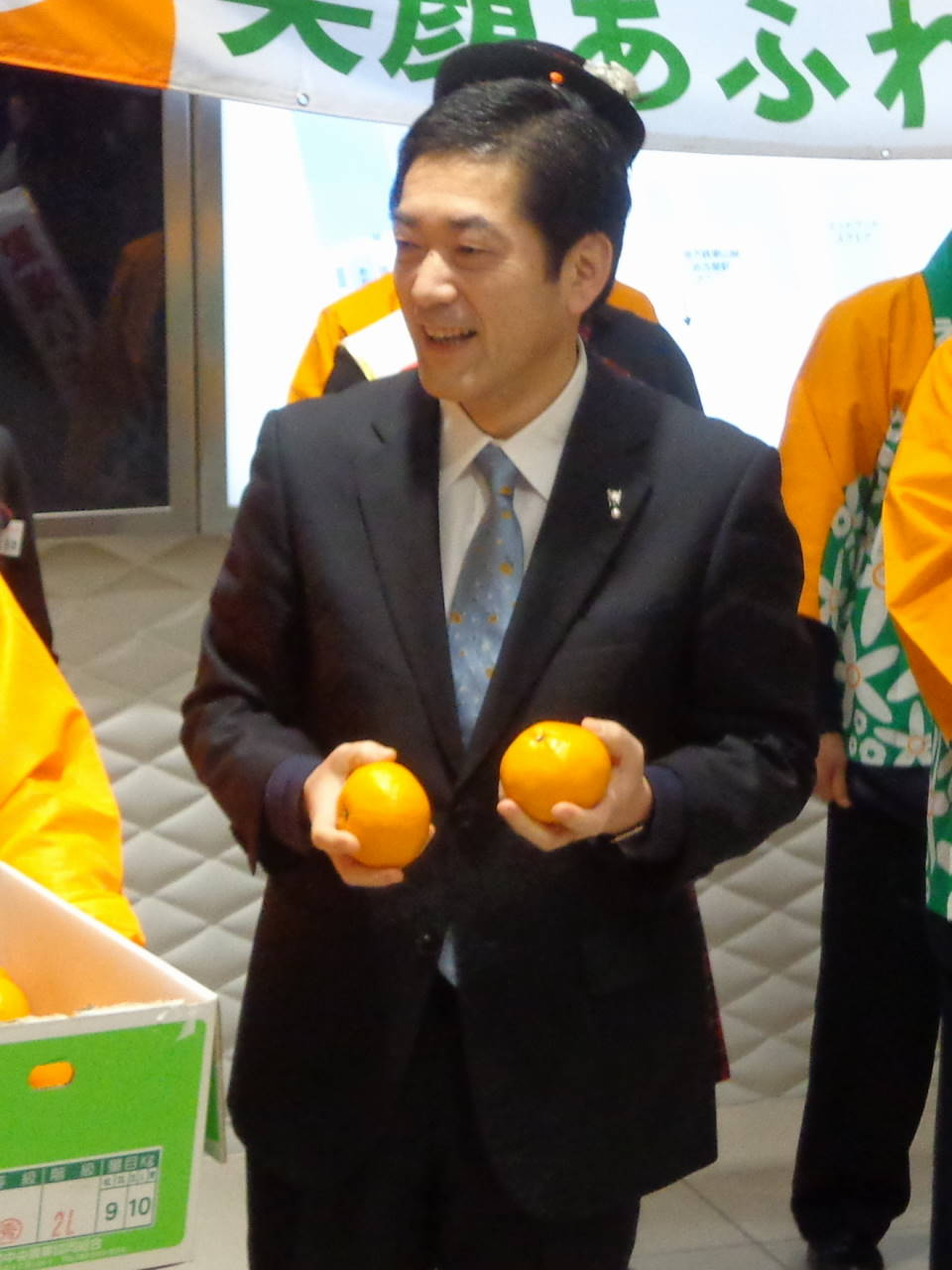
Tokihiro Nakamura

Tokihiro Nakamura (jap. 中村 時広 Nakamura Tokihiro; * 25. Januar 1960) ist ein japanischer Politiker und Gouverneur der Präfektur Ehime.
Nakamura schloss 1982 sein Studium an der rechtswissenschaftlichen Fakultät der Keiō-Universität ab und wurde anschließend Angestellter bei Mitsubishi Shōji. Bereits 1984 wechselte er in die Politik und wurde ins Präfekturparlament von Ehime gewählt. Bei der Shūgiin-Wahl 1990 versuchte er als Unabhängiger den Wechsel auf die nationale Ebene, erreichte im Dreimandatswahlkreis Ehime 1 aber nur den fünfthöchsten Stimmenanteil. Bei der Wahl 1993 landete er als Kandidat der Neuen Japan-Partei auf Platz drei und zog für eine Legislaturperiode ins Shūgiin ein. Nach der Wahlrechtsreform wurde er aber bereits 1996 für die Neue Fortschrittspartei im neuen Einzelwahlkreis Ehime 1 gegen den ehemaligen Postminister Katsutsugu Sekiya (LDP) knapp abgewählt.
1999 kehrte er in die Lokalpolitik zurück, als er gegen den amtieren Bürgermeister von Matsuyama, Seiichi Tanaka, kandidierte, der 1991 Nakamuras Vater Tokio als Bürgermeister abgelöst hatte. Nakamura gewann und wurde 2003 und 2007, jeweils nur gegen einen Kommunistischen Gegenkandidaten deutlich wiedergewählt. In dieser Zeit war er unter anderem Vizepräsident der nationalen Bürgermeisterkonferenz und Berater des Ministeriums für allgemeine Angelegenheiten.
Nachdem im Sommer 2010 Gouverneur Moriyuki Kato vorzeitig zurückgetreten war, trat Nakamura im Oktober vom Bürgermeisteramt zurück, um sich um Katos Nachfolge zu bewerben. Es gelang ihm, die Unterstützung aller Parteien mit Ausnahme der Kommunisten, der Unternehmerverbände und des Gewerkschaftsbunds Rengō zu gewinnen. Die Wahl am 28. November 2010 entschied er mit über 450.000 Stimmen gegen zwei weitere Kandidaten klar für sich und ist damit für vier Jahre als Gouverneur von Ehime gewählt. Bei den Wahlen 2014, 2018 und 2022 wurde er jeweils mit über 80 % der Stimmen ungefährdet im Amt bestätigt.